# Sergej Vladimirovič Iljušin
Sergej Vladimirovič Iljušin (ruski: Серге́й Владимирович Илью́шин ; Diljalevo, 30. ožujka 1894. – Moskva, 9. veljače 1977.), ruski general i konstruktor aviona.

Postaje pilot 1917. godine, a 1932. počinje raditi na avionima. Godine 1936. kontruirao je dvomotorni avion CKB-30, koji postiže nekoliko rekorda, te 1939. izradio jurišni avion IL-2, laki bombarder IL-4 i jurišni avion IL-10. Nakon rata izradio je avion IL-12 koji se upotrebljava u civilnom zrakoplovstvu, zatim IL-14, IL-18 i turbomlazni avion IL-28.

„Zrakoplovi moraju govoriti o svojim konstruktorima a ne obrnuto.“ – izjavio je ruski konstruktor S. V. Iljušin. I uistinu njegovi brojni zrakoplovi i danas govore jasno i glasno o svojem tvorcu koji je umro 09. II. 1977.

Sergej Iljušin se vrlo mlad zaljubio u zrakoplovstvo a tijekom I. svjetskog rata bio je pilot.

Nakon Oktobarske revolucije priključio se Crvenoj armiji i poslije građanskog rata završio je Zrakoplovnu akademiju.

Uoči novog svjetskog sukoba konstruirao je jedan od svojih najpoznatijih zrakoplova – jurišnik IL-2. Taj leteći tenk unosio je paniku među njemačke vojnike koji su ga nazivali crna smrt. Njegovi su topovi mogli probiti i najjače njemačke tenkove – Panteru ili Tigra, a zbog vlastite oklopljenosti bio je sam gotovo neoboriv.

Pred kraj II. svjetskog rata naslijedila ga je poboljšana inačica IL-10. Osim jurišnika Iljušin je konstruirao i bombardere i torpedonosce.

Poslije rata projektirao je mnoge vojne ali i vrlo uspješne putničke zrakoplove IL-12, IL-14 i IL-18.
Godine 1962. svijet je iznenadio konstrukcijom interkontinentalnog mlaznog putničkog zrakoplova IL-62 koji je mogao prevesti 200 putnika. O njegovoj udobnosti i pouzdanosti govori činjenica da je taj avion u raznim inačicama vrlo dugo bio službeni sovjetski i ruski predsjednički zrakoplov.

## Državne nagrade
- trostruki heroj socijalističkog rada 1941., 1957. i 1974. godine,
- sedmostruki dobitnik Staljinove nagrade 1941., 1942., 1943., 1946., 1947., 1950. i 1952. godine,
- dobitnik Lenjinove nagrade 1960. godine,
- dobitnik Državne nagrade Sovjetskog Saveza 1971. godine.

## Odlikovanja
- osmostruki nositelj ordena Lenjina 1937., 1941., 2x 1945., 1954., 1964., 1971. i 1974. godine,
- orden Oktobarske revolucije 1969. godine,
- dvostruki nositelj ordena Crvene zastave 1944. i 1950. godine,
- orden Crvene zastave za rad 1939. godine,
- dvostruki nositelj ordena Crvene zvijezde 1933. i 1967. godine,
- orden Suvorova II stupnja 1944. godine,
- orden Suvorova I stupnja 1945. godine,
- orden Poljski viteški križ II stupnja komandanta.

## Medalje
- za obranu Moskve 1943.,
- za pobjedu nad Njemačkom 1945.,
- za požrtvovan rad u Velikom obrambenom ratu 1946.,
- obilježavanje 800-godišnjice Moskve 1948.,
- za pobjedu nad Japanom 1945.,
- 20 godina Crvene armije 1938.,
- 30 godina Sovjetske Armije 1948.,
- 40 godina Sovjetske Armije 1958.,
- 50 godina Sovjetske Armije 1968.,
- 20 godina pobjede u Velikom obrambenom ratu 1965.,
- 30 godina pobjede u Velikom obrambenom ratu 1975.,
- za požrtvovan rad-povodom 100 godina od rođenja Lenjina 1970.,
- veteran Oružanih snaga Sovjetskog Saveza 1976. godine,
- Zlatna medalja FAI za Avijaciju.

## Priznanja
- poslanik vrhovnog sovjeta Sovjetskog Saveza od 1937. do 1970. godine,
- general-pukovnik Tehničke službe-inženjerstvo 1967. godine,
- akademik Akademije znanosti Sovjetskog Saveza 1968. godine,
- podignuta su mu dva spomenika u Moskvi i Vologdu,
- Kompleks tvornica za projektiranje i proizvodnju aviona u Moskvi nosi njegovo ime (rus. Авиационный комплекс имени С. В. Ильюшина).

## Galerija slika
- Jurišnik IL-2 Šturmovik
- Bombarder i torpedni bombarder IL-4
- Jurišnik IL-10
- Prvi Iljušinov mlazni avion bombarder IL-22
- Bombarder IL-28
- Transportni avion IL-12
- Putnički avion IL-14
- Putnički avion IL-18
- Putnički avion IL-62
- Transportni avion IL-76TD